# Radcliffe Tower
Radcliffe Tower er den eneste tilbageværende del af en herregård i Radcliffe, Greater Manchester (historisk i Lancashire). Det er en listed building af første grad og et Scheduled monument. Bygningen blev genopført i 1403 af James de Radcliffe, der var lord af Radcliffe, og det bestod af en hal i sten og et eller to tårne, der sandsynligvis var opfært i kvadersten. De Radcliffe fik kongelig licens til besfæstning, hvorefter der blev tilføjet krenelering.
Herregården blev revet ned i 1800-tallet, og kun tårnet blev ebvaret. Det måler 9,6 × 17 m og står med en højde på omkring 6 m. Ruinen er ejet af Bury council. Den blev brugt som svinestig inden den blev restaureret. Radcliffe Tower ligger omkring 3,3 km syd for Bury Castle, der er en herregård med voldgrav fra slutningen af 1400-tallet.
I 2009 planer om at restaurere tårnet som en del af et større restaureringsprojekt af hele Radcliffe E'es, Close Park og sognekirken støttet af Bury Council.